# Comuna Oteșani, Vâlcea
Oteșani este o comună în județul Vâlcea, Oltenia, România, formată din satele Bogdănești, Cârstănești, Cucești, Oteșani (reședința) și Sub Deal. Este situată în partea centrală a județului, în extremitatea sudică a depresiunii Horezu, la aproximativ 10 km sud de orașul Horezu, fiind accesibilă pe drumul național DN 65C, Craiova-Horezu. Are un relief deluros, specific Subcarpaților Getici. Este străbătută de râul Luncavăț, de la nord la sud. Comuna Oteșani are în componență următoarele sate: Bogdănești, Cârstănești, Cucești, Oteșani și Sub-Deal. Oteșani este a treia cea mai mare comună din zona Horezu după Popești și Șirineasa.
Comunele învecinate sunt Măldărești la nord, Popești la sud, Cernișoara la vest și Tomșani și Frâncești la est.

## Personalități
- Ion Dumitrescu (1913 - 1996), compozitor
- Gheorghe Dumitrescu (1914 - 1996), compozitor
- Ion Văduva (1936 - 2023), matematician și informatician
- Dumitru Margine (1943 - 2024), interpret de muzică populară[necesită citare]
- Dumitru Miuță (n. 1951), interpret de muzică populară[necesită citare]
- Tatian Miuță (n. 1947), scriitor[necesită citare]

## Spații culturale
- Biblioteca Publică „Frații Ion și Gheorghe Dumitrescu” - Oteșani

## Demografie
Componența etnică a comunei Oteșani
     Români (92,7%)
     Alte etnii (0,84%)
     Necunoscută (6,46%)
Componența confesională a comunei Oteșani
     Ortodocși (93,23%)
     Alte religii (0,04%)
     Necunoscută (6,73%)
Conform recensământului efectuat în 2021, populația comunei Oteșani se ridică la 2.275 de locuitori, în scădere față de recensământul anterior din 2011, când fuseseră înregistrați 2.641 de locuitori. Majoritatea locuitorilor sunt români (92,7%), iar pentru 6,46% nu se cunoaște apartenența etnică. Din punct de vedere confesional, majoritatea locuitorilor sunt ortodocși (93,23%), iar pentru 6,73% nu se cunoaște apartenența confesională.

## Politică și administrație
Comuna Oteșani este administrată de un primar și un consiliu local compus din 11 consilieri. Primarul, Mircea Oprișor[*], de la Partidul Național Liberal, este în funcție din 2008. Începând cu alegerile locale din 2024, consiliul local are următoarea componență pe partide politice:
|  | Partid                          | Consilieri | Componența Consiliului | Componența Consiliului | Componența Consiliului | Componența Consiliului | Componența Consiliului | Componența Consiliului |
|  | ------------------------------- | ---------- | ---------------------- | ---------------------- | ---------------------- | ---------------------- | ---------------------- | ---------------------- |
|  | Partidul Național Liberal       | 6          |                        |                        |                        |                        |                        |                        |
|  | Partidul Social Democrat        | 4          |                        |                        |                        |                        |                        |                        |
|  | Alianța pentru Unirea Românilor | 1          |                        |                        |                        |                        |                        |                        |

## Monumente istorice
- Biserica „Buna Vestire” din Oteșani